# Faas Wilkes
Servaas „Faas“ Wilkes (13. října 1923 – 15. srpna 2006) byl nizozemský útočník, 38násobný reprezentant. Za reprezentaci vstřelil 35 gólů (s průměrem 0,92 gólu na zápas). Od června 1949 do března 1955 však nemohl jako profesionál za reprezentaci nastupovat. Hrál na Letních olympijských hrách 1948.

## Kariéra
Hrál za Xerxes Rotterdam, v létě 1949 přestoupil do Internazionale Miláno. Za klub odehrál 95 zápasů a vstřelil 47 branek. V roce 1952 přestoupil do Turína, za který odehrál 1 sezónu. Ve věku 30 let přestoupil do Valencie, kde během sezon 1953/54 a 1955/56 vstřelil 38 gólů v 62 zápasech. Hrál také za VVV, Levante a Fortunu '54. Zemřel na zástavu srdce ve věku 82 let.
Je považován za jednoho z nejlepších nizozemských fotbalistů, byl známý především svým kreativním stylem hry a brilantním driblingem. Byl 4. nizozemským hráčem (po Gerritu Keizerovi, Bepu Bakhuysovi a Gerritu Vrekenovi), který hrál v zahraničí. Držel rekord v počtu gólů za nizozemskou reprezentaci, od roku 1959 do roku 1998.
S Abe Lenstrou a Kickem Smitem byl předlohou pro postavičku Kick Wilstra.